# Springe
Springe er en by og en kommune med omkring 30.000 indbyggere i den sydligste del af Region Hannover i den tyske delstat Niedersachsen.

## Geografi
Byen ligger ved  Deisterpforte, en dal mellem de sydlige udløbere af Deister og  Kleinen Deister. I Deisterpforte ligger udspringet til floden   Haller, der gav byen  Springe sit middelalderlige navn Hallerspring.
Begge kilder til  Haller er på  Raher Berg ved  Am Spielbrink 123,2 moh. i et vandindvindsanlæg fra vandforsyningsfirmaet Purena Hallerbrønden fører kildevand der delvis er karstificerede koralkalk fra Oberjura, der suppleres af tilstrømninger fra de 15 m tykke kvartsholdige løse klipper. Det tilstrømmende vand er lidt alkalisk og har forhøjet  hårdhed. Kilderne forsyner byen Springe med drikkevand og omfatter 0,5 million m³ om året.

### Inddeling
I kommunen ligger 
- Springe (hovedbyen) med 12.605 indbyggere
- Bennigsen med 3.997 indbyggere
- Völksen med 3.366 indbyggere
- Eldagsen med 3.253 indbyggere
- Gestorf med 1.756 indbyggere
- Altenhagen I med 1.223 indbyggere
- Lüdersen med 991 indbyggere
- Alvesrode med 508 indbyggere
- Alferde med 506 indbyggere
- Holtensen med 428 indbyggere
- Mittelrode med 305 indbyggere
- Boitzum med 176 indbyggere

Indbyggere pr. 1. Oktober 2014

### Nabokommuner
Springe grænser (med uret fra nord) til  Barsinghausen, Wennigsen (Deister), Ronnenberg, Hemmingen og Pattensen (Region Hannover), til Nordstemmen og Elze i Landkreis Hildesheim, samt til Salzhemmendorf, Coppenbrügge og Bad Münder i Landkreis Hameln-Pyrmont.